# 얌체공

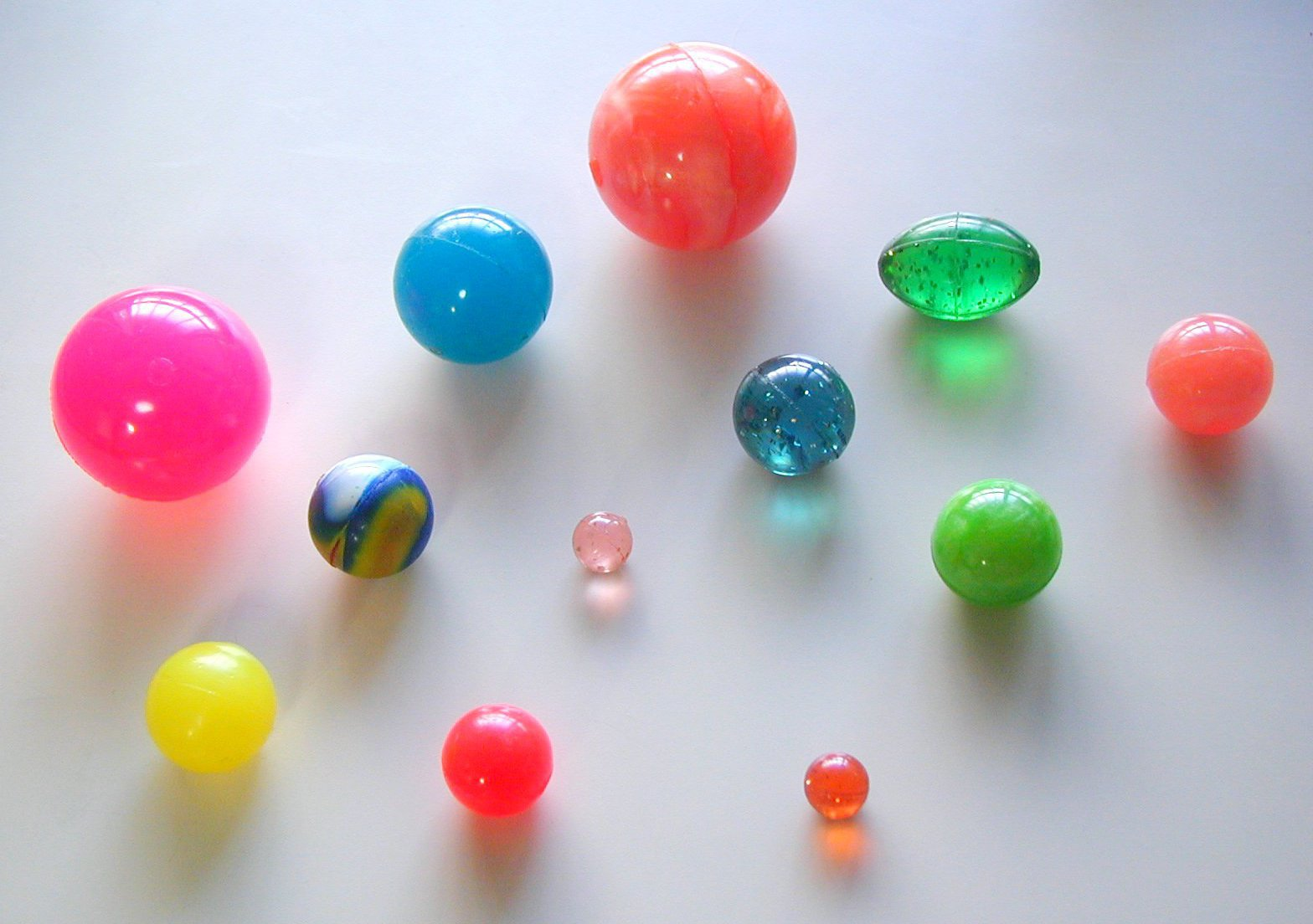
얌체공

얌체공(bouncy ball, rubber ball), 혹은 탱탱볼은 폴리뷰타다이엔을 공 모양으로 만든 장난감이다. 단단한 표면에 집어던지면 집어던질 때의 힘에 비례하여 되튕긴다.
1965년 캘리포니아의 화공학자인 노먼 스팅레이가 발명했다. 스팅레이는 심심해서 놀다가 자투리 고무조각을 평방인치당 3500 파운드 힘으로 압축했는데, 그 결과 얌체공이 만들어졌다. 그래서 표현상 탱탱볼이라고 한다.